# Ötvöskónyi, Somogy
Ötvöskónyi  este un sat în districtul Nagyatád, județul Somogy, Ungaria, având o populație de 955 de locuitori (2011). 

## Demografie
Componența etnică a satului Ötvöskónyi
     Maghiari (75,56%)
     Romi (24,44%)
Componența confesională a satului Ötvöskónyi
     Reformați (8,9%)
     Fără religie (5,97%)
     Necunoscută (85,13%)
Conform recensământului din 2011, satul Ötvöskónyi avea 955 de locuitori. Din punct de vedere etnic, majoritatea locuitorilor (75,56%) erau maghiari, cu o minoritate de romi (24,44%). Nu există o religie majoritară, locuitorii fiind reformați (8,9%) și persoane fără religie (5,97%). Pentru 85,13% din locuitori nu este cunoscută apartenența confesională.